# 오자키 유키오 (야구인)
오자키 유키오(일본어: 尾崎 行雄, 1944년 9월 11일 ~ 2013년 6월 13일)는 일본의 전 프로 야구 선수이다.

## 인물

### 선수 시절
같은 성을 가진 정치인이었던 오자키 유키오와 닮아 같은 이름을 붙일 수 있었다. 나미쇼 고등학교(현재의 오사카 체육대학 나미쇼 고등학교) 2학년 때인 1961년 제43회 전국 고등학교 야구 선수권 대회에서 우승 투수가 되어 ‘괴동’이라고 불리었다. 전년도 여름 고시엔에서 호세이 대학 제2 고등학교의 시바타 이사오와의 세 번에 걸친 대결은 명승부로 알려져 있다. 고등학교 1년 선배로 스미토모 다이라와 1년 후배로 다카다 시게루가 있다.
같은 해 11월 6일에 고등학교를 중퇴하고 11월 14일 도에이 플라이어스에 입단을 표명했다. 1년차인 1962년에는 첫 등판에서 승리 투수가 되는 등 20승(10선발승) 9패, 평균 자책점 2.42의 성적으로 신인왕에 선정되었다. 18세에 수상한 신인왕은 현재까지 역대 최연소 기록이다. 1964년부터 1966년까지 3년 연속 20승을 기록했고 1965년에는 27승(23선발승)(유일한 선발 20승)을 올려 다승왕 타이틀을 석권했다. 그러나 손가락에 있었던 물집과 혹사의 영향으로 어깨 부상이 나타나 1968년 이후로는 승리에서 멀어졌고 결국 1973년 29세 나이에 현역 은퇴를 선언했다. 프로 통산 107승을 올려 여름의 고시엔 우승 투수로는 전후 최초의 프로 통산 100승 투수가 되었다.
구속이 매우 빨랐다고 평가받는 투수로 오른쪽 어깨의 통증이 나타나기 전까지는 대부분의 구종을 직구로 던졌다. 프로 야구 역대의 강속구 투수로 항상 이름이 오르내리는 선수였으며 주쿄 대학 체육학부의 유아사 가게모토 교수의 계산에 따르면 전성기 시절 오자키의 직구는 159km/h에 육박했다.

### 그 후
은퇴 후 레스토랑을 경영한 후에 스포츠 관련 회사에 근무했고 소년 야구 지도를 하고 있었다. 2013년 6월 13일에 폐암으로 사망했다(향년 68세).

## 상세 정보

### 출신 학교
- 나미쇼 고등학교(현재의 오사카 체육대학 나미쇼 고등학교)

### 선수 경력
- 도에이 플라이어스·닛타쿠홈 플라이어스(1962년 ~ 1973년)

### 수상·타이틀 경력

#### 타이틀
- 다승왕 : 1회(1965년)
- 최다 탈삼진(당시는 타이틀이 아님) : 2회(1964년, 1965년) ※퍼시픽 리그에서는 1989년부터 타이틀로 제정됨

#### 수상
- 신인왕(1962년)
- 베스트 나인 : 1회(1965년)

### 개인 기록

#### 첫 기록
- 첫 등판·첫 승리 : 1962년 4월 8일, 대 마이니치 다이에이 오리온스 2차전(메이지 진구 야구장), 10회초에 3번째 투수로서 구원 등판·마무리, 1이닝 무실점
- 첫 탈삼진 : 상동, 10회초에 에노모토 기하치로부터
- 첫 선발·첫 완투 승리·첫 완봉 승리 : 1962년 4월 22일, 대 긴테쓰 버펄로스 1차전(닛폰 생명 구장)

#### 기록 달성 경력
- 통산 100승 : 1967년 5월 3일, 대 난카이 호크스 4차전(오사카 구장), 9이닝 2실점(1자책점) 완투 승리 ※역대 43번째
- 통산 1000탈삼진 : 1972년 9월 23일, 대 난카이 호크스 22차전(고라쿠엔 구장), 5회초에 윌리 스미스로부터 ※역대 45번째

#### 기타
- 8연속 탈삼진(1962년 4월 29일, 대 니시테쓰 라이온스 전)
- 올스타전 출장 : 3회(1962년, 1964년, 1965년)

### 등번호
- 19 (1962년 ~ 1973년)

### 연도별 투수 성적
| 연 도       | 소 속           | 등 판 | 선 발 | 완 투 | 완 봉 | 무 4 구 | 승 리 | 패 전 | 세 이 브 | 홀 드 | 승 률 | 타 자 | 이 닝  | 피 안 타 | 피 홈 런 | 볼 넷 | 고 4 | 몸 맞 | 탈 삼 진 | 폭 투 | 보 크 | 실 점 | 자 책 점 | 평 자 책 | W H I P |
| ----------- | --------------- | ----- | ----- | ----- | ----- | ------- | ----- | ----- | -------- | ----- | ----- | ----- | ------ | -------- | -------- | ----- | ---- | ----- | -------- | ----- | ----- | ----- | -------- | -------- | ------- |
| 1962년      | 도에이 닛타쿠홈 | 49    | 19    | 9     | 4     | 1       | 20    | 9     | --       | --    | .690  | 851   | 207.2  | 170      | 10       | 63    | 4    | 9     | 196      | 5     | 0     | 72    | 56       | 2.42     | 1.12    |
| 1963년      | 도에이 닛타쿠홈 | 17    | 13    | 4     | 3     | 0       | 7     | 5     | --       | --    | .583  | 380   | 93.0   | 83       | 13       | 29    | 0    | 1     | 60       | 0     | 1     | 34    | 30       | 2.90     | 1.20    |
| 1964년      | 도에이 닛타쿠홈 | 55    | 33    | 11    | 4     | 1       | 20    | 18    | --       | --    | .526  | 1167  | 286.0  | 233      | 23       | 90    | 2    | 9     | 197      | 1     | 0     | 93    | 81       | 2.55     | 1.13    |
| 1965년      | 도에이 닛타쿠홈 | 61    | 37    | 26    | 6     | 5       | 27    | 12    | --       | --    | .692  | 1444  | 378.0  | 261      | 23       | 63    | 4    | 11    | 259      | 1     | 0     | 91    | 79       | 1.88     | 0.86    |
| 1966년      | 도에이 닛타쿠홈 | 65    | 29    | 15    | 2     | 6       | 24    | 17    | --       | --    | .585  | 1162  | 292.0  | 268      | 23       | 40    | 4    | 2     | 122      | 4     | 1     | 100   | 85       | 2.62     | 1.05    |
| 1967년      | 도에이 닛타쿠홈 | 28    | 21    | 7     | 2     | 1       | 6     | 14    | --       | --    | .300  | 531   | 126.2  | 132      | 16       | 25    | 3    | 3     | 67       | 0     | 0     | 58    | 43       | 3.05     | 1.24    |
| 1968년      | 도에이 닛타쿠홈 | 14    | 4     | 0     | 0     | 0       | 0     | 0     | --       | --    | ----  | 88    | 19.0   | 27       | 5        | 5     | 0    | 2     | 4        | 0     | 0     | 15    | 13       | 6.16     | 1.68    |
| 1969년      | 도에이 닛타쿠홈 | 7     | 1     | 1     | 0     | 1       | 0     | 2     | --       | --    | .000  | 75    | 17.1   | 22       | 5        | 2     | 0    | 0     | 6        | 0     | 0     | 14    | 11       | 5.82     | 1.38    |
| 1970년      | 도에이 닛타쿠홈 | 24    | 2     | 0     | 0     | 0       | 0     | 2     | --       | --    | .000  | 193   | 43.0   | 56       | 11       | 11    | 0    | 0     | 41       | 0     | 0     | 30    | 28       | 5.86     | 1.56    |
| 1971년      | 도에이 닛타쿠홈 | 24    | 2     | 0     | 0     | 0       | 0     | 3     | --       | --    | .000  | 170   | 40.1   | 46       | 6        | 12    | 0    | 1     | 26       | 1     | 1     | 22    | 20       | 4.50     | 1.44    |
| 1972년      | 도에이 닛타쿠홈 | 17    | 2     | 0     | 0     | 0       | 3     | 1     | --       | --    | .750  | 151   | 39.2   | 27       | 4        | 7     | 1    | 2     | 29       | 0     | 0     | 12    | 10       | 2.25     | 0.86    |
| 1973년      | 도에이 닛타쿠홈 | 3     | 0     | 0     | 0     | 0       | 0     | 0     | --       | --    | ----  | 32    | 6.0    | 12       | 4        | 2     | 0    | 0     | 3        | 0     | 1     | 9     | 9        | 13.50    | 2.33    |
| 통산 : 12년 | 통산 : 12년     | 364   | 163   | 73    | 21    | 15      | 107   | 83    | --       | --    | .563  | 3244  | 1548.2 | 1337     | 143      | 349   | 18   | 40    | 1010     | 12    | 4     | 550   | 465      | 2.70     | 1.09    |

- 굵은 글씨는 시즌 최고 성적.
- 도에이(도에이 플라이어스)는 1973년에 닛타쿠홈(닛타쿠홈 플라이어스)으로 구단명을 변경.